# Mikaël Antoine Mouradian
Mikaël Antoine Mouradian ICPB (* 5. Juli 1961 in Beirut, Libanon) ist armenisch-katholischer Bischof von New York. Der Jurisdiktionsbereich umfasst die USA und Kanada.

## Leben
Seine Ausbildung zum Priester begann bereit 1973 im Päpstlichen Armenischen Kolleg in Rom. Sein Studium setzte er 1981 im Priesterseminar der Patriarchalen Kongregation von Bzommar fort. Später studierte er an der Päpstlichen Universität Heiliger Thomas von Aquin und schloss mit einem akademischen theologisch-philosophischen Grad ab. Im Jahre 1986 begann er ein Zusatzstudium an der Katholischen Universität in Lyon. Er wurde am 24. Oktober 1987 in Paris von Bischof Grégoire Ghabroyan zum Ordenspriester der Patriarchalen Kongregation von Bzommar geweiht.

## Priester und Lehrer
Mouradian war von 1987 bis 1988 in den ordenseigenen Priesterseminaren Bzommar (1987–1988) und Aleppo (1988–1989) Assistent des örtlichen Regens. 1991 übernahm er in Damaskus eine armenische Kirchengemeinde. Von 1992 bis 2001 war er im nördlichen Armenien in verschiedenen Gemeinden eingesetzt und bekleidete in Armenien von 1992 bis 2001 das Amt des Generalsekretärs und Geschäftsführer der Caritas International in Armenien. 2000 erhielt er den Ruf zum Honorarprofessor an einer Pädagogischen Fakultät. Von 2005 bis 2007 war er mit dem Amt des Prokurator im Patriarchat von Kilikien betraut. Nach seiner Rückkehr in den Libanon war er von 2001 bis 2005 Pfarrer in Beirut, dann geistlicher Leiter des Priesterseminars von Bzommar und Kaplan der armenisch-katholischen Jugendorganisation. 2005 wurde Mouradian Rektor des Päpstlichen Kollegs in Rom, gleichzeitig war er Patriarchalprokurator beim Heiligen Stuhl im Vatikan. Am 2. September 2007 wählte ihn die Generalversammlung der Kongregation von Bzommar zum Patriarchalvikar und Superior des Klosters „Unserer Lieben Frau von Bzommar“.

## Bischof
Er wurde am 31. Juli 2011 als Nachfolger von Manuel Batakian zum Bischof für die armenischen Gläubigen in den Vereinigten Staaten und Kanada ernannt und am 30. Juli 2011 vom Patriarchen Nerses Bedros XIX. zum Bischof geweiht. Mitkonsekratoren waren Erzbischof Boutros Marayati (Aleppo, Syrien), Bischof Grégoire Ghabroyan (Paris), Erzbischof Nechan Karakéhéyan (Ordinariat Osteuropa) und Manuel Batakian (seinem Vorgänger im Amt von New York). Die offizielle Amtseinführung erfolgte am 2. Oktober 2011.

## Teilnehmer an der Nahostsynode
Als Patriarchalvikar der Patriarchalen Kongregation von Bzommar nahm er im Oktober 2010 an der Sonderversammlung der Bischofssynode zum Nahen Osten teil. Mit seinem Beitrag appellierte er an die christlichen Familien im Heiligen Land. Er beklagte den Rückgang der Geburtenraten, die materiellen und moralischen Probleme und forderte die Familien auf, sich verstärkt im Glauben zu engagieren.